# Семейные ценности
Семе́йные це́нности (также — традицио́нные семе́йные це́нности) — культивируемая в обществе совокупность представлений о семье, влияющая на выбор семейных целей, способов организации жизнедеятельности и взаимодействия.
Сторонники традиционных семейных ценностей часто придают традиционной семье статус единственной морально допустимой ячейки общества.
Этот термин является довольно расплывчатым, и в каждой культуре его могут толковать различно. Термин часто встречается в речах социальных и религиозных консерваторов. В конце XX — начале XXI века этот термин часто использовался в политических дебатах в контексте мировой тенденции снижения семейных ценностей после окончания Второй мировой войны.
По мнению некоторых комментаторов, традиционные ценности являются социальным конструктом, созданным американскими консерваторами на рубеже 1960—1970-х, а в российском контексте не существует каких-либо единых, неизменных, постоянных ценностей.

## Религиозное понимание
Традиционный христианский взгляд на брак и семью основан на понимании человека как созданного Богом существа, принадлежащего одному из двух полов (мужчина или женщина), которые в браке дополняют друг друга. Различие между полами рассматривается как особый дар Творца. По традиции основными целями брака считаются: рождение и воспитание детей, взаимная помощь и средство к укрощению плотского вожделения (1Кор. 7:2—6). Рождение и воспитание детей занимает особо важное место в понимании традиционного христианского брака, а намеренный отказ от рождения детей из эгоистических побуждений считается грехом.
Конституция II Ватиканского собора католической церкви Gaudium et spes утверждает:
По своему естественному характеру сам брачный институт и супружеская любовь предназначены для рождения и воспитания потомства, которым они и увенчиваются.
В данной концепции зачатие и рождение детей понимается как естественное (природное) назначение сексуальных отношений. Об этом учили многие известные отцы церкви и святые в истории христианства. В последнее время в церковных кругах всё больше обсуждается необходимость защиты традиционных семейных ценностей в обществе. Эти ценности связывают с такими качествами и установками как нравственная чистота в отношениях между женщиной и мужчиной. Многодетность и любовь к детям превозносится на новый уровень и рассматриваются в качестве средства преодоления демографического кризиса. По мнению защитников традиционных семейных ценностей, понятие семьи совершенно не приемлет такие явления как однополые отношения, внебрачное сожительство и отказ от деторождения. Однополые союзы рассматриваются негативно. Верующие сторонники традиционных семейных ценностей активно выступают против однополых браков.

## Традиционные ценности и права человека
Консультативный комитет Совета ООН по правам человека в своем исследовании 2012 года отметил «нравственную универсальность» существующих механизмов защиты прав человека, которые отражают полное разнообразие культур и обществ, участвующих в их разработке. Он указал, что «на традицию часто ссылаются для оправдания сохранения статус-кво, не принимая во внимание того факта, что традиции, культуры и социальные нормы постоянно развиваются», а также, что нарушения прав человека, «оправдываемые традиционными, культурными или религиозными ценностями, часто направлены против меньшинств или бесправных групп, которые не в состоянии сформировать доминирующей дискурс, в котором определяются ценности всего общества или общины», и подчеркнул, что международное право требует от государств приводить традиционные ценности в соответствие с нормами прав человека.

## В России

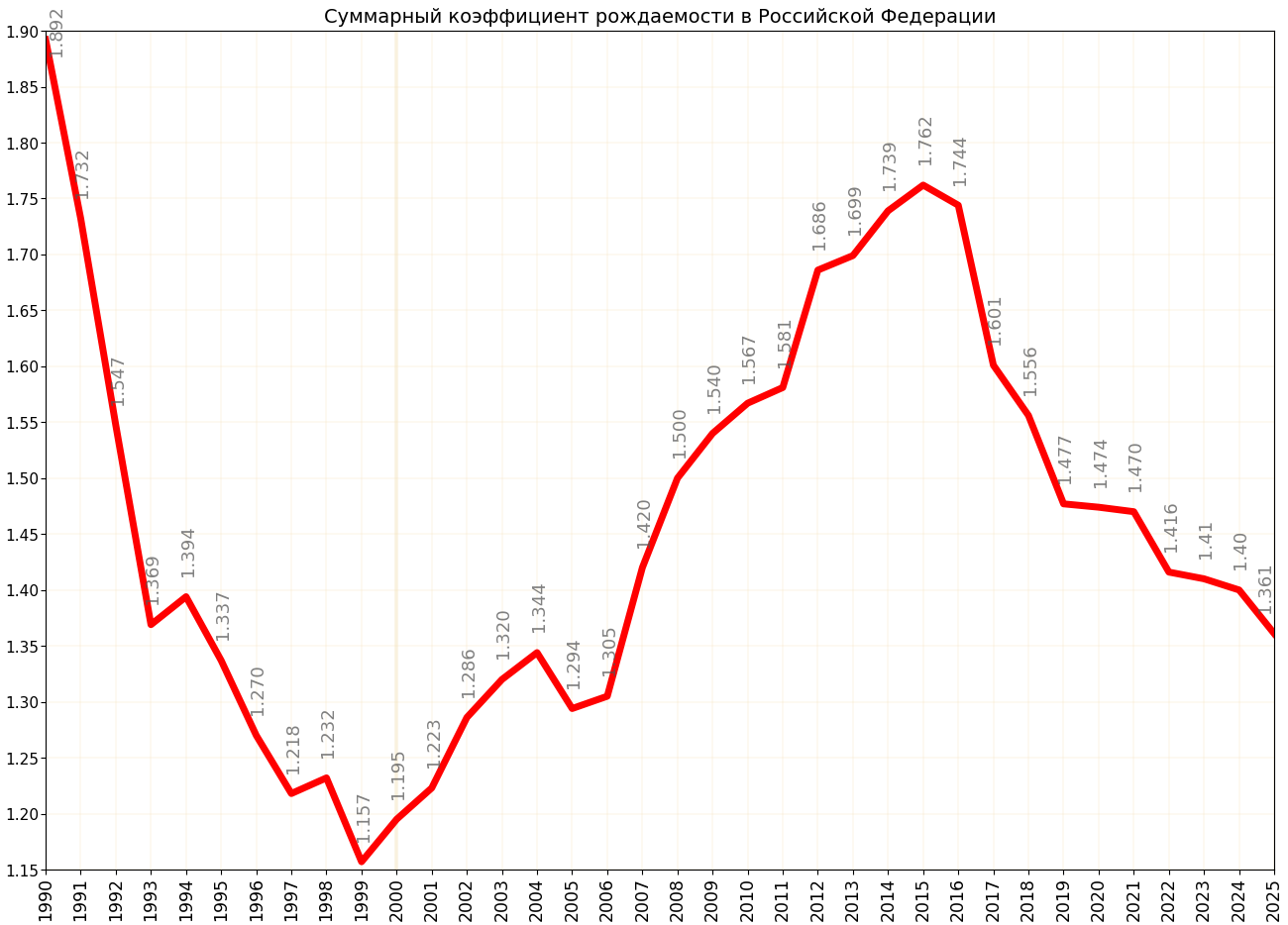
Одной из главных целей принятия в России анти-ЛГБТ законов было увеличение рождаемости. Но рождаемость в России продолжает падать.

По федеральному закону Российской Федерации «О защите детей от информации, причиняющей вред их здоровью и развитию», вступившему в силу с 1 сентября 2012 года (статья 5, пункт 5), к информации, запрещённой для распространения среди детей, относится, среди прочей, информация, которая отрицает семейные ценности и формирует неуважительное отношение к родителям и (или) другим членам семьи. Определение семейным ценностям закон не даёт.
В принятых в 2020 году поправках в Конституцию утверждается обязанность государства по защите «семьи, материнства, отцовства и детства; защита института брака как союза мужчины и женщины; создание условий для достойного воспитания детей в семье, а также для осуществления совершеннолетними детьми обязанности заботиться о родителях» (Статья 72).
В июле 2022 года депутаты Госдумы, выражая свою обеспокоенность тем, что в России нет запрета на «пропаганду отрицания семейных ценностей», внесли законопроект, где в пояснительной записке говорится:

Отрицание семьи, как общественной ценности, пропаганда так называемого образа жизни «чайлдфри» (без детей) и популяризация нетрадиционных сексуальных отношений имеют не меньшую степень опасности для развития российского общества.

Однако этот законопроект не был принят.

Осенью 2022 года список традиционных ценностей был утверждён Указом Президента от 9 ноября 2022 года N809 «Об Утверждении основ государственной политики по сохранению и укреплению традиционных российских духовно-нравственных ценностей»: 
К традиционным ценностям относятся жизнь, достоинство, права и свободы человека, патриотизм, гражданственность, служение Отечеству и ответственность за его судьбу, высокие нравственные идеалы, крепкая семья, созидательный труд, приоритет духовного над материальным, гуманизм, милосердие, справедливость, коллективизм, взаимопомощь и взаимоуважение, историческая память и преемственность поколений, единство народов России.
31 марта 2023 года Владимир Путин своим указом утвердил «Концепцию внешней политики Российской Федерации», в которой предложил другим странам объединить усилия для защиты традиционных ценностей..
Если оценивать традиционность по суммарному коэффициенту рождаемости (числу детей у женщины), то наиболее традиционными регионами являются Чечня, Дагестан и Ингушетия, а наименее традиционными, на 2024 год — Санкт-Петербург, Смоленская область и Москва.

### Критика
В январе 2014 года 27 нобелевских лауреатов написали открытое письмо президенту России Владимиру Путину с призывом отменить репрессивное гомофобное законодательство, превратившее Россию в «центр международного притеснения геев».
Согласно социологическим исследованиям, российское общество в целом не разделяет взгляды на семью как институт, в которой мужчина — глава семьи и добытчик.